# YMCA (sång)
YMCA, skriven av Jacques Morali och Victor Willis, är en discolåt inspelad i originalversion av den amerikanska discogruppen Village People 1978. Låten handlar om ett ställe dit unga män kan gå, för att som det i texten lyder "...ha kul med alla de andra pojkarna". Detta istället för att sitta hemma och vara olyckliga. YMCA är det engelskspråkiga namnet för KFUK-KFUM.
Dansbandet Säwes spelade in en version med text på svenska av Björn Håkanson vid namn RFSU på albumet RFSU , som släpptes på singel, med Det bästa till dej och dina vänner som B-sida , och som högst placerade sig på 11:e plats på den svenska singellistan, en lista som den 9 februari 1979 toppats av Village Peoples originalversion. Säwes version låg även på Svensktoppen i tre veckor under perioden 20 maj-3 juni 1979 med placeringarna 8-7-10 . En inspelning av gruppen Byfånarna, då som Åsa Bodén med text på svenska av Dunne Troy, låg på Svensktoppens nionde plats den 5 oktober 1980, men bara i en vecka .

## Listplaceringar
| Lista (1978-1979) | Topplacering |
| ----------------- | ------------ |
| Nederländerna     | 1            |
| Norge             | 2            |
| Nya Zeeland       | 1            |
| Schweiz           | 1            |
| Sverige           | 1            |
| Österrike         | 1            |